# Eustacio Chamorro
Eustacio Chamorro (fl. XX secolo) è stato un calciatore paraguaiano, di ruolo difensore.